# NGC 4931
NGC 4931 é uma galáxia lenticular (S0) localizada na direcção da constelação de Coma Berenices. Possui uma declinação de +28° 01' 55" e uma ascensão recta de 13 horas, 03 minutos e 01,1 segundos.
A galáxia NGC 4931 foi descoberta em 10 de Maio de 1863 por Heinrich Louis d'Arrest.